# Lista de Membros Correspondentes da Academia Brasileira de Ciências Empossados em 1993
Esta lista contém os nomes dos membros correspondentes da Academia Brasileira de Ciências empossados em 1993. 
| Imagem | Nome                    | Datas de nascimento e falecimento | Local de nascimento | Área de especialização | Alma mater | Data de posse       | Conhecido por | Referências |
| ------ | ----------------------- | --------------------------------- | ------------------- | ---------------------- | ---------- | ------------------- | ------------- | ----------- |
|        | Joseph Paul Marino      | 20 de abril de 1942               |                     | Ciências Químicas      |            | 15 de março de 1993 |               | [ 2 ]       |
|        | William Robert Phillips | 24 de outubro de 1932             |                     | Ciências Físicas       |            | 15 de março de 1993 |               | [ 3 ]       |